# Teatro Grande (Brescia)

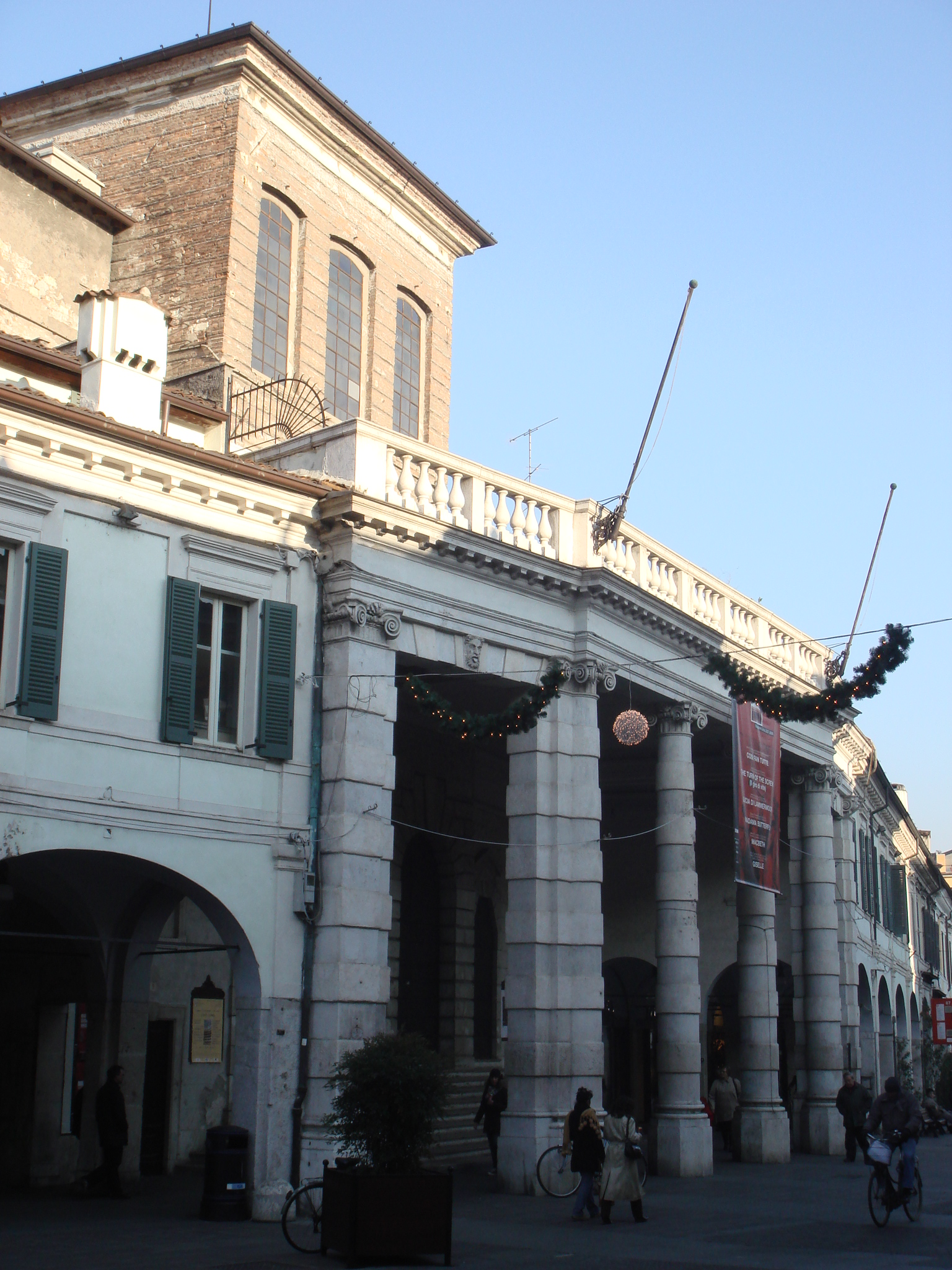
Façana principal del Teatro Grande

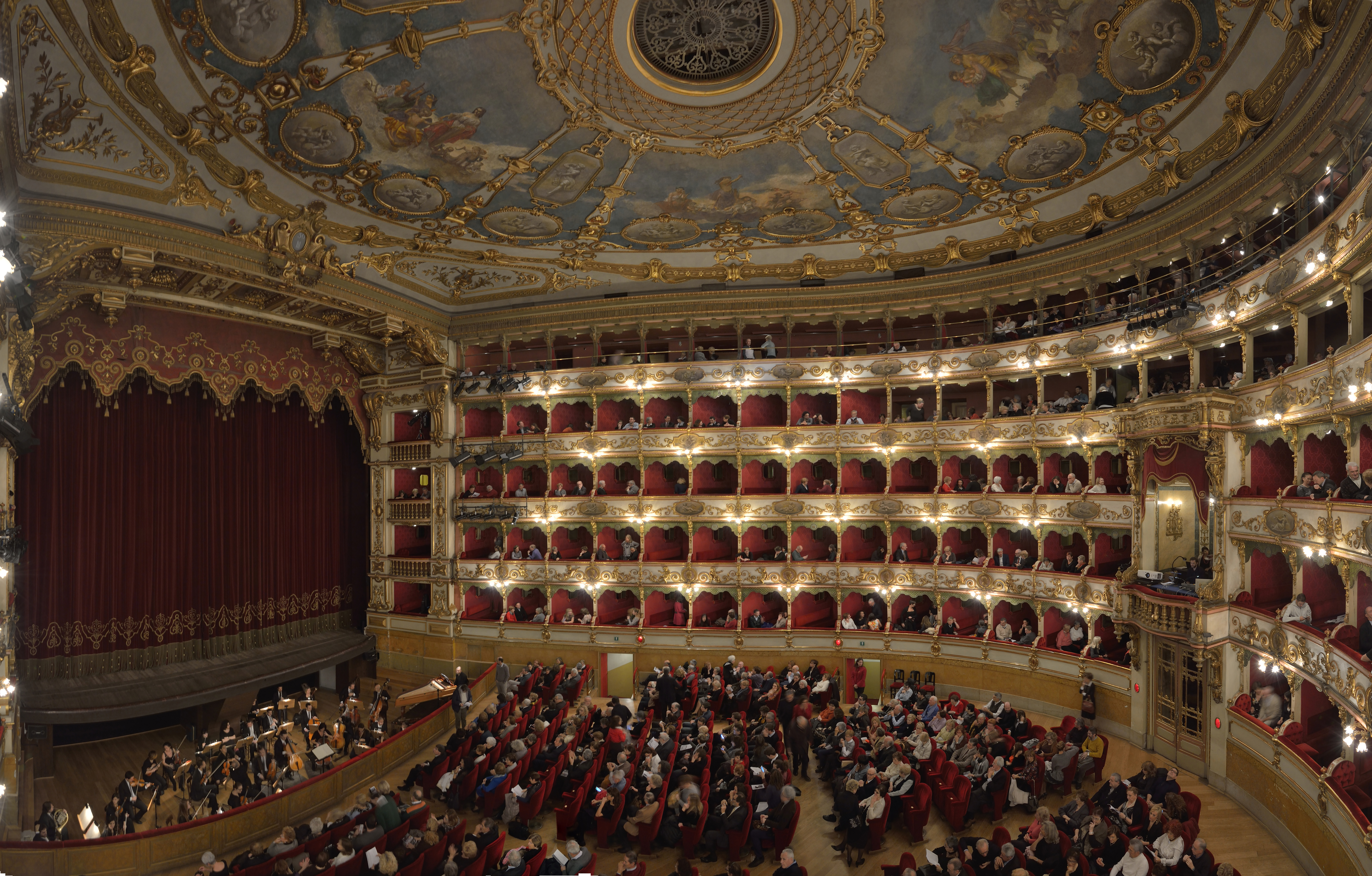
Interior

El Teatro Grande és el teatre principal de la ciutat de Brescia, Itàlia. El recinte acull actuacions d'òperes, musicals, obres de teatre, concerts, ballet, dansa moderna i altres entreteniments diversos. Va ser construït sobre un antic teatre fet al voltant de 1664. Aquell, al seu torn, havia estat edificat sobre un edifici concedit l'any 1643 per la República de Venècia a l'Accademia degli Erranti, la qual va construir-hi la seua seu sobre projecte dels arquitectes Avanzo. Inicialment, la construcció era delimitada pels murs de la ciutadella. L'Accademia degli Erranti reunia la noblesa de la ciutat en diverses activitats, com ara la pràctica eqüestre, l'esgrima, la matemàtica, la moral o el ball. El palau disposava d'una vasta sala superior, a la qual s'accedia per una majestuosa escala i per un pòrtic a la planta baixa. Hi havia un claustre interior que després va ser adaptat com a teatre mitjançant dues intervencions, l'any 1664 i el 1710.
El teatre de 1664 va ser reformat entre 1735 i 1739 per l'arquitecte Carlo Manfredi, amb la col·laboració d'Antonio Righini e Antonio Cugini, dos destacats escenògrafs i arquitectes teatrals de l'escola de Ferdinando Bibbiena i el seu fill Antonio Galli Bibbiena. L'any 1745 es van afegir dues obertures menors al portal del segle xvii, que conduïen a una escalinata i al vestíbul. Entre 1760 i 1769 es va afegir un foyer, que seria utilitzat com a sala acadèmica dels Erranti, en estil rococó, sobre projecte d'Antonio Marchetti i que va ser decorat al fresc per Francesco Battaglioli, Francesco Giugno i Pietro Scalvini. La volta està enriquida amb un vast fresc del venecià Francesco Zugno, amb figures al·legòriques de les Arts i les Ciències. D'aquest foyer s'accedeix a la seu de la "Regència" de l'Acadèmia, avui dia cafeteria, decorada al fresc l'any 1787 per Francesco Tellaroli, així com una saleta decorada al fresc l'any 1811 per Giuseppe Teosa, amb motius al·lusius als jocs d'atzar, que s'hi practicaven.
L'any 1780 s'hi va afegir un nou portal, fet pels arquitectes Antonio Vigliani i Gaspare Turbini. L'any 1789, el mateix Turbini va redissenyar la façana, però va conservar tres finestrons originals del segle xvii que donen al corso Zanardelli.
L'any 1806 l'arquitecte Luigi Canonica, el principal projectista teatral de l'època, va reconstruir la sala amb forma de ferradura, amb cinc ordres de llotges, tot i que els dos superiors van ser transformats l'any 1904 en galeria.
La vella sala de 1735, va ser així enderrocada l'any 1809 i substituïda per la nova, que es va inaugurar l'any 1810 amb un gran espectacle operístic compost per a l'ocasió per Johann Simon Mayr. La decoració, obra de Giuseppe Teosa, incloïa una al·legoria de les victòries de Napoleó, obra del pintor Domenico Vantini, mentre que la llotja reial estava adornada amb una sobreporta amb una al·legoria de la Nit (encara existent).
L'any 1862 l'escenògraf parmesà Gerolamo Magnani va dissenyar una nova decoració de la sala, amb fastuosos ornaments neobarrocs, i en aquesta ocasió la volta va ser pintada al fresc per Luigi Campini. Va redissenyar la Sala de les Estàtues, a la meitat de l'escalinata que parteix del vestíbul, que posteriorment seria enriquida amb els bustos del comediògraf brescià Girolamo Rovetta i de Giuseppe Verdi.
L'any 1894 es va reformar el foyer per Antonio Tagliaferri, qui va recuperar l'«estil antic», tal com s'estilava a l'època: va afegir grans espills, putti d'escaiola obra de Francesco Gusneri i estàtues policromades obra de Bortolo Schermini.
L'any 1914 el vestíbul va ser decorat pel pintor brescià Gaetano Cresseri amb dos grans frescos monocroms dedicats a la Tragèdia i a la Comèdia.